# Ruggero Luigi Emidio Antici Mattei
Ruggero Luigi Emidio Antici Mattei (Recanati, 23 marzo 1811 – Roma, 21 aprile 1883) è stato un cardinale e patriarca cattolico italiano.

## Origini
Ruggero Luigi Emidio Antici Mattei nacque a Recanati il 23 marzo 1811, figlio di Carlo Teodoro Antici, marchese di Pescia, e di Anna Maria Mattei, della famiglia dei duchi di Giove. Da parte di suo padre discendeva da una famiglia della piccola nobiltà marchigiana, con la quale era imparentato anche Giacomo Leopardi, suo cugino carnale. Da parte di sua madre discendeva da una delle più antiche famiglie della nobiltà romana, che aveva già dato alla Chiesa numerosi cardinali, tra cui Alessandro Mattei e Lorenzo Girolamo Mattei, suoi prozii.

## Carriera ecclesiastica
Indirizzato fin da giovane alla carriera ecclesiastica, compì i suoi studi a Roma: studiò al Collegio Nazareno dal 1818 al 1826 e poi al Collegio Romano fino al 1832. Ricevuti gli ordini minori nel 1831, divenne suddiacono nel febbraio 1834 e poi diacono il mese successivo.
Ricevuta l'ordinazione sacerdotale il 7 settembre, fu nominato curato dell'abbazia di San Rufillo di Forlimpopoli, prelato domestico di Sua Santità e canonico della basilica di San Giovanni in Laterano. Nel 1837 passò al capitolo della basilica di San Pietro in Vaticano, del quale divenne decano qualche anno dopo. Nel 1843 fu nominato prelato referendario e giudice della Reverenda Fabbrica di San Pietro e nel 1850 divenne segretario del collegio cardinalizio e della congregazione concistoriale.
L'8 gennaio 1866 fu eletto patriarca titolare di Costantinopoli e ricevette la consacrazione episcopale il successivo 25 febbraio nella basilica di San Pietro in Vaticano dal cardinale vescovo di Porto-Santa Rufina Costantino Patrizi Naro, co-consacranti gli arcivescovi Gustav Adolf von Hohenlohe-Schillingsfürst e Salvatore Nobili Vitelleschi.
Fu creato cardinale in pectore da papa Pio IX nel concistoro del 15 marzo 1875, venendo nominato uditore generale della Camera apostolica. La sua nomina cardinalizia fu resa pubblica il successivo 17 settembre e ricevette il titolo di San Lorenzo in Panisperna il 28 gennaio 1876. In quanto cardinale, prese parte al conclave del 1878 nel quale fu eletto papa Leone XIII.
Ruggero Luigi Emidio Antici Mattei morì a Roma il 21 aprile 1883. La sua salma fu esposta nella chiesa di Sant'Angelo in Pescheria e poi seppellita nel cimitero del Verano.

## Genealogia episcopale
La genealogia episcopale è:
- Cardinale Scipione Rebiba
- Cardinale Giulio Antonio Santori
- Cardinale Girolamo Bernerio, O.P.
- Arcivescovo Galeazzo Sanvitale
- Cardinale Ludovico Ludovisi
- Cardinale Luigi Caetani
- Cardinale Ulderico Carpegna
- Cardinale Paluzzo Paluzzi Altieri degli Albertoni
- Papa Benedetto XIII
- Papa Benedetto XIV
- Papa Clemente XIII
- Cardinale Marcantonio Colonna
- Cardinale Giacinto Sigismondo Gerdil, B.
- Cardinale Giulio Maria della Somaglia
- Cardinale Carlo Odescalchi, S.I.
- Cardinale Costantino Patrizi Naro
- Cardinale Ruggero Luigi Emidio Antici Mattei

## Ascendenza
|                                          |                                    |                                         | Genitori                                                                           |  |  | Nonni |  |  | Bisnonni                                      |  |  | Trisnonni                            |  |
|                                          |                                    |                                         |                                                                                    |  |  |       |  |  | Giuseppe Rinaldo Antici, marchese di Recanati |  |  | Tommaso Antici, marchese di Recanati |  |
|                                          |                                    |                                         |                                                                                    |  |  |       |  |  | Giuseppe Rinaldo Antici, marchese di Recanati |  |  | Tommaso Antici, marchese di Recanati |  |
|                                          |                                    | …                                       |                                                                                    |  |  |       |  |  | Giuseppe Rinaldo Antici, marchese di Recanati |  |  |                                      |  |
| Filippo Antici, marchese                 |                                    |                                         |                                                                                    |  |  |       |  |  | Giuseppe Rinaldo Antici, marchese di Recanati |  |  |                                      |  |
|                                          |                                    | Antonia Cipriani                        | …                                                                                  |  |  |       |  |  |                                               |  |  |                                      |  |
|                                          |                                    | Antonia Cipriani                        | …                                                                                  |  |  |       |  |  |                                               |  |  |                                      |  |
|                                          |                                    | Antonia Cipriani                        | …                                                                                  |  |  |       |  |  |                                               |  |  |                                      |  |
| Carlo Teodoro Antici, marchese di Pescia |                                    | Antonia Cipriani                        |                                                                                    |  |  |       |  |  |                                               |  |  |                                      |  |
|                                          |                                    | Giulio Montani                          | Francesco Montani                                                                  |  |  |       |  |  |                                               |  |  |                                      |  |
|                                          |                                    | Giulio Montani                          | Francesco Montani                                                                  |  |  |       |  |  |                                               |  |  |                                      |  |
|                                          |                                    | Giulio Montani                          | Anna Beatrice Baviera                                                              |  |  |       |  |  |                                               |  |  |                                      |  |
| Maria Teresa Montani                     |                                    | Giulio Montani                          |                                                                                    |  |  |       |  |  |                                               |  |  |                                      |  |
|                                          |                                    | Margherita Locatelli Orsini             | …                                                                                  |  |  |       |  |  |                                               |  |  |                                      |  |
|                                          |                                    | Margherita Locatelli Orsini             | …                                                                                  |  |  |       |  |  |                                               |  |  |                                      |  |
|                                          |                                    | Margherita Locatelli Orsini             | …                                                                                  |  |  |       |  |  |                                               |  |  |                                      |  |
| Ruggero Luigi Emidio Antici Mattei       |                                    | Margherita Locatelli Orsini             |                                                                                    |  |  |       |  |  |                                               |  |  |                                      |  |
|                                          | Girolamo Mattei, III duca di Giove | Alessandro Mattei, II duca di Giove     |                                                                                    |  |  |       |  |  |                                               |  |  |                                      |  |
|                                          | Girolamo Mattei, III duca di Giove | Alessandro Mattei, II duca di Giove     |                                                                                    |  |  |       |  |  |                                               |  |  |                                      |  |
|                                          | Girolamo Mattei, III duca di Giove | Teresa Naro di Mompeo                   |                                                                                    |  |  |       |  |  |                                               |  |  |                                      |  |
| Giuseppe Mattei, IV duca di Giove        | Girolamo Mattei, III duca di Giove |                                         |                                                                                    |  |  |       |  |  |                                               |  |  |                                      |  |
|                                          |                                    | Anna Maria Falconieri                   | Mario Falconieri                                                                   |  |  |       |  |  |                                               |  |  |                                      |  |
|                                          |                                    | Anna Maria Falconieri                   | Mario Falconieri                                                                   |  |  |       |  |  |                                               |  |  |                                      |  |
|                                          |                                    | Anna Maria Falconieri                   | Maria Costanza del Rosso                                                           |  |  |       |  |  |                                               |  |  |                                      |  |
| Marianna Mattei                          |                                    | Anna Maria Falconieri                   |                                                                                    |  |  |       |  |  |                                               |  |  |                                      |  |
|                                          |                                    | Filippo Corsini, II principe di Sismano | Bartolomeo Corsini, I principe di Sismano                                          |  |  |       |  |  |                                               |  |  |                                      |  |
|                                          |                                    | Filippo Corsini, II principe di Sismano | Bartolomeo Corsini, I principe di Sismano                                          |  |  |       |  |  |                                               |  |  |                                      |  |
|                                          |                                    | Filippo Corsini, II principe di Sismano | Vittoria Altoviti                                                                  |  |  |       |  |  |                                               |  |  |                                      |  |
| Giovanna Caterina Corsini                |                                    | Filippo Corsini, II principe di Sismano |                                                                                    |  |  |       |  |  |                                               |  |  |                                      |  |
|                                          |                                    | Ottavia Strozzi Majorca Renzi           | Lorenzo Francesco Strozzi Majorca Renzi, I principe di Forano e II duca di Bagnolo |  |  |       |  |  |                                               |  |  |                                      |  |
|                                          |                                    | Ottavia Strozzi Majorca Renzi           | Lorenzo Francesco Strozzi Majorca Renzi, I principe di Forano e II duca di Bagnolo |  |  |       |  |  |                                               |  |  |                                      |  |
|                                          |                                    | Ottavia Strozzi Majorca Renzi           | Maria Teresa Strozzi                                                               |  |  |       |  |  |                                               |  |  |                                      |  |
|                                          |                                    | Ottavia Strozzi Majorca Renzi           |                                                                                    |  |  |       |  |  |                                               |  |  |                                      |  |